# Xã Pony Gulch, Quận Wells, Bắc Dakota
Xã Pony Gulch (tiếng Anh: Pony Gulch Township) là một xã thuộc quận Wells, tiểu bang Bắc Dakota, Hoa Kỳ. Năm 2010, dân số của xã này là 45 người.